# Neukamerun

In arancione il Neukamerun, in verde il "Becco d'anatra"

Neukamerun era il nome dei territori dell'Africa centrale ceduti dalla Francia alla Germania nel 1911. 

## Storia
Al momento del suo insediamento nel 1907, Theodor Seitz, governatore del Camerun tedesco, sosteneva l'acquisizione di territori dal Congo francese. L'obiettivo era garantire un migliore accesso al fiume Congo, unico sbocco della Germania ai suoi possedimenti dell'Africa centrale.
Il 4 novembre, con il trattato Marocco-Congo la Francia accettò di cedere una parte del Congo francese alla Germania in cambio del riconoscimento tedesco dei diritti francesi sul Marocco. Cedette anche una striscia di terra nel nord-est Camerun, il «Becco d'anatra» («Entenschnabel»), un'area di 12.000 km² tra i fiumi Logone e Chari, nel nord-est del Camerun. La colonia del Camerun, retta allora dal governatore Otto Gleim, crebbe da 465.000 km² a 760.000 km².
Nel 1916, la Francia riconquistò questi territori dopo la caduta delle forze tedesche in Africa occidentale, ottenendo successivamente anche il mandato dalla Società delle Nazioni su parte dell'ex colonia tedesca.
Attualmente il territorio del Neukamerun ricade tra gli Stati del Ciad, della Repubblica Centrafricana, della Repubblica del Congo e del Gabon.

## Organizzazione territoriale
L'acquisizione tedesca del Neukamerun portò ad una nuova organizzazione del territorio, con una ridefinizione degli organi amministrativi sia militari che civili. Sotto la sovranità tedesca, l'area venne divisa in sette distretti autonomi e tre distretti affiliati alle zone postali esistenti:
- Distretto di Muni (sede: Ukoko)
- Distretto di Wolö-Ntem (sede: Ojem)
- Distretto di Iwindo (con parti di Altbezirks Ebolowa unito, ufficio: Akoafim)
- Distretto di Upper-Ssanga-Uham (sede: Carnot)
- Distretto di Ober-Logone (sede: Bumo)
- Distretto disub-Ssanga (sede: Ikelemba)
- Distretto di Mittel-Ssanga-Lobaye (sede: Mbaiki)
- Spazio postale di Eta (per Altbezirk Lomié)
- Spazio postale di Ngoila (per Altbezirk Jukaduma)
- Spazio postale di Lere (per Residentur Garua)